# Venusia obliquisigna
Venusia obliquisigna är en fjärilsart som beskrevs av Moore 1888. Venusia obliquisigna ingår i släktet Venusia och familjen mätare. Inga underarter finns listade i Catalogue of Life.